# Elymnias plateni
Elymnias plateni är en fjärilsart som beskrevs av Hans Fruhstorfer 1907. Elymnias plateni ingår i släktet Elymnias och familjen praktfjärilar. Inga underarter finns listade i Catalogue of Life.